# Karsten Madsen
Karsten Madsen (født 27. april 1954 på Frederiksberg) er en dansk journalist, tidligere chefredaktør og tidligere kandidat til Europa-Parlamentet for partiet Venstre.
Madsen er uddannet kommuneassistent, men blev i 1983 ansat i Socialdemokratiet som pressesekretær. Fra 1986 til 1995 var han journalist, redaktionschef og medlem af chefredaktionen på B.T.; dog afbrudt af tre måneder på Ekstra Bladet. Han kom i 1995 til Bornholms Tidende som souschef og i 1997 til Fyns Amts Avis som ansvarshavende chefredaktør og administrerende direktør. Samme stilling fik han i 1999 ved JydskeVestkysten. I 2001 kom han til Berlingske Tidende som ansvarshavende chefredaktør og adm. direktør. Han fratrådte stillingen allerede året efter og blev i 2003 medlem af DR's bestyrelse, hvorfra han trak sig i 2004. I 2005 blev han direktør for Skandinavisk Bladforlag og rejsemagasinet Take Off, og i 2007 blev han chefredaktør for Lokalavisen Valby, der udgives af Berlingske Lokalaviser. Han blev i 2009 bortvist og afskediget under anklager om grov illoyalitet, idet han forsøgte at etablere sin egen lokalavis i samarbejde med en af lokalavisens underleverandører, efter det blev klart at Lokalavisen Valby ikke kunne fortsætte driften pga. bladets løbende underskud.
Politisk har Madsen været medlem af Socialdemokraterne, Konservative og senest af Venstre, som han var kandidat for til Europa-Parlamentet i 2004 og til Folketinget i 2005.
Karsten Madsen er gift med journalist Karina Topp.